# La Chapelle-Onzerain
La Chapelle-Onzerain è un comune francese di 115 abitanti situato nel dipartimento del Loiret nella regione del Centro-Valle della Loira.

## Società

### Evoluzione demografica
Abitanti censiti